# Yemen del Norte
La República Árabe de Yemen, también conocida como Yemen del Norte, fue un país que existió desde 1962 hasta 1990 en la parte noroeste de lo que ahora es Yemen. Su capital era la ciudad de Saná.

## Historia
Tras el fin del Imperio otomano, el norte de Yemen se convirtió en un Estado independiente con el nombre de Reino de Yemen. El 27 de septiembre de 1962, el rey Muhammad al-Badr fue depuesto por revolucionarios inspirados por la ideología panarabista del presidente egipcio Gamal Abdel Nasser; las fuerzas revolucionarias tomaron el control de la capital e instauraron la República Árabe de Yemen.
El golpe de Estado generó la guerra civil de Yemen del Norte  que enfrentó a las tropas de la recién creada República Árabe de Yemen en contra de las fuerzas leales al rey al-Badr. Los republicanos tuvieron el apoyo de la República Árabe Unida (Egipto) mientras que las fuerzas realistas contaron con el apoyo de Arabia Saudita y Jordania, que se oponían a la nueva república.
La guerra se extendió desde 1962 hasta 1970. En 1967 las tropas egipcias se retiraron, aunque continuaron brindando apoyo aéreo. En 1968, después de que los realistas mantuvieran sitiada la ciudad de Saná por varios años (donde los republicanos resistieron gracias a los abastecimientos aéreos de Egipto y a corredores estratégicos hacia zonas de su control), y debido al estancamiento en los frentes de batalla, los líderes de ambos bandos acordaron iniciar negociaciones. En 1970 Arabia Saudita reconoció la República y se estableció un alto al fuego.
Paralelamente, los ingleses se retiraron de la Federación de Arabia del Sur  que posteriormente sería bautizado como Yemen del Sur.
A diferencia de lo que ocurrió con Alemania Occidental y Oriental, o en Corea del Norte y del Sur, Yemen del Norte y Yemen del Sur tuvieron relaciones relativamente amistosas, a pesar de que en varias ocasiones sufrieron periodos de mucha tensión. Inclusive, desde 1972 se produjeron declaraciones de ambos bandos que manifestaban su voluntad de una unificación en el futuro.
A pesar de las declaraciones, los planes de reunificación se vieron obstaculizados en 1979 cuando una guerra entre ambos estuvo a punto de estallar. La guerra fue prevenida únicamente gracias a la intervención de la Liga Árabe.  Poco después de ese episodio, los jefes de Estado suryemení y noryemení se reunieron en una cumbre en Kuwait, que sería el primer paso hacia la unificación del Yemen.

## Reunificación

Yemen del Norte (en naranja) y Yemen del Sur (en azul) antes de 1990.

En mayo de 1988, los gobiernos del Norte y del Sur llegaron a un acuerdo que redujo considerablemente las tensiones y reanudaba las discusiones sobre la reunificación. El acuerdo permitía que la población yemení se transportara entre ambos países tan solo con la tarjeta de identificación nacional; además establecía la desmilitarización de la frontera y un área conjunta de exploración de petróleo alrededor de las fronteras que aún no habían sido definidas. La conclusión de este acuerdo llegó el 22 de mayo de 1990, cuando ambas repúblicas se unieron para fundar una sola: la República de Yemen.
La capital de esta nación era la ciudad de Saná o Sana'a, la que actualmente es la capital del país.

## Ciudades importantes
- Hodeida
- Saná

## Deportes
- Selección de fútbol de Yemen del Norte